# ウォルシュ郡 (ノースダコタ州)
ウォルシュ郡（英: Walsh County）は、アメリカ合衆国ノースダコタ州の北東部に位置する郡である。2010年国勢調査での人口は11,119人であり、2000年の12,389人から10.3％減少した。郡庁所在地はグラフトン市（人口4,284人）であり、同郡で人口最大の町でもある。

## 歴史
ウォルシュ郡は1881年に、グランドフォークス郡北部とペンビナ郡南部を併せてダコタ準州議会が創設し、1881年8月30日に組織化した。郡名はグランドフォークス市の新聞社主で政治家を務めていたジョージ・H・ウォルシュに因んで名付けられた。この時以来一貫してグラフトンに郡庁所在地がある。

## 地理
アメリカ合衆国国勢調査局に拠れば、郡域全面積は1,294平方マイル (3,351 km2)であり、このうち陸地は1,282平方マイル (3,320 km2)、水域は12平方マイル (31 km2)で水域率は0.96％である。

### 主要高規格道路
| - 州間高速道路29号線 - アメリカ国道81号線 | - ノースダコタ州道17号線 - ノースダコタ州道18号線 | - ノースダコタ州道32号線 - ノースダコタ州道35号線 |

### 隣接する郡
- ペンビナ郡 - 北
- マーシャル郡 (ミネソタ州) - 東
- グランドフォークス郡 - 南
- ネルソン郡 - 南西
- ラムジー郡 - 西
- キャバリエ郡 - 北西

### 国立保護地域
- アードック国立野生生物保護区

## 人口動態
以下は2000年の国勢調査による人口統計データである。
| 基礎データ - 人口: 12,389人 - 世帯数: 5,029 世帯 - 家族数: 3,319 家族 - 人口密度: 4人/km2（10人/mi2） - 住居数: 5,757軒 - 住居密度: 2軒/km2（4軒/mi2） 人種別人口構成 - 白人: 94.86% - アフリカン・アメリカン: 0.33% - ネイティブ・アメリカン: 1.02% - アジア人: 0.19% - 太平洋諸島系: 0.02% - その他の人種: 2.51% - 混血: 1.07% - ヒスパニック・ラテン系: 5.65% 先祖による構成 - ノルウェー系：39.7％ - ドイツ系：14.6％ - ポーランド系：8.7％ - チェコ系：8.7％ 年齢別人口構成 - 18歳未満: 24.9% - 18-24歳: 6.5% - 25-44歳: 25.0% - 45-64歳: 24.2% - 65歳以上: 19.3% - 年齢の中央値:41歳 - 性比（女性100人あたり男性の人口） - 総人口: 100.0 - 18歳以上: 96.9 | 世帯と家族（対世帯数） - 18歳未満の子供がいる: 30.6% - 結婚・同居している夫婦: 55.1% - 未婚・離婚・死別女性が世帯主: 7.5% - 非家族世帯: 34.0% - 単身世帯: 31.3% - 65歳以上の老人1人暮らし: 15.2% - 平均構成人数 - 世帯: 2.39人 - 家族: 3.00人 収入と家計 - 収入の中央値 - 世帯: 33,845米ドル - 家族: 41,619米ドル - 性別 - 男性: 28,080米ドル - 女性: 19,961米ドル - 人口1人あたり収入: 16,496米ドル - 貧困線以下 - 対人口: 10.9% - 対家族数: 7.7% - 18歳未満: 12.2% - 65歳以上: 8.8% |

## 都市と町

### 都市
- アダムズ
- アードック
- コンウェイ
- エディンバラ
- フェアデール
- フォードビル
- フォレストリバー
- グラフトン - 郡庁所在地
- フープル
- ランキン
- ミント
- パークリバー
- ピセク

注: ノースダコタ州の法人化された自治体は、その大きさに拠らず全て「市」になる

### その他の町
- ナッシュ
- ウォーソー

### 郡区
| - アクトン - アダムズ - アードック - クリーブランド - デューイー - ダンディ - イーデン - ファーミントン - ファータイル - フォレストリバー | - グレンウッド - ゴールデン - グラフトン - ハリストン - ケンジントン - キンロス - ランプトン - ラトナ - マーティン - メドフォード | - ナッシュ - ノートン - オークウッド - ウプス - パース - プレーリーセンター - プラスキ - ラッシュフォード - セントアンドリュース - ソーター | - シェパード - シルベスタ - タイバー - バーノン - ベスタ - ウォルシュセンター - ウォルシュビル |